# Yakuwa Shinnosuke
Yakuwa Shinnosuke (八鍬 新之介 (Bát Thiêu Tân Chi Giới) Yakuwa Shinnosuke) sinh 1981 là một đạo diễn phim hoạt hình Nhật Bản đến từ Hokkaido.

## Sự nghiệp
Sau khi tốt nghiệp Đại học Nihon khoa Nghệ thuật Cục phát thanh truyền hình, và thu hút được sự chú ý của giám sát Keiichi Hara vào năm 2005 và được tham gia vào Shin-Ei Animation  Được chọn làm một trong những đội ngũ sản xuất phim Doraemon (loạt phim 2005) và trở thành một nhà phát triển sản xuất đầu tiên sau khi qua các chức vụ như đạo diễn, trợ lý đạo diễn. Năm 2014 lần đầu tiên được chọn làm đạo diễn cho phim "Doraemon: Tân Nobita thám hiểm vùng đất mới - Peko và 5 nhà thám hiểm".

## Công việc
- Doraemon (TV 3/2005): cốt truyện, đạo diễn tập phim, trợ lý đạo diễn
- Doraemon: Tân Nobita thám hiểm vùng đất mới - Peko và 5 nhà thám hiểm (movie): Đạo diễn
- Doraemon: Chú khủng long của Nobita 2006 (movie): Phát triển sản xuất
- Doraemon: Tân Nobita và chuyến phiêu lưu vào xứ quỷ – 7 nhà phép thuật (movie): Phát triển sản xuất
- Doraemon: Nobita và người khổng lồ xanh (movie): Phát triển sản xuất
- Doraemon: Tân Nobita và lịch sử khai phá vũ trụ (movie): Đạo diễn chính